# Cho Yoon-jeong
Dit is een Koreaanse naam; de familienaam is Cho.
Cho Yoon-jeong (Andong, 2 april 1979) is een professioneel tennisspeelster uit Zuid-Korea. Ze begon met tennissen toen ze tien jaar oud was. Haar favoriete ondergrond is hardcourt en haar beste slag is haar forehand.
Cho Yoon-jeong debuteerde in het WTA-circuit in november 1997 op het Pattaya Women's Open in Thailand. In 2003 kon ze meer dan vier maanden niet spelen na een operatie aan haar kaak waar ze al vanaf haar geboorte last van had. Hierdoor werd haar gestage klim op de wereldranglijst gestuit. In 2006 had ze te kampen met een rugblessure, waardoor ze zich uit veel toernooien moest terugtrekken. Ze keerde terug op de US Open in 2007, waarin ze verloor van de Spaanse Lourdes Domínguez Lino. Daarna stopte ze met het enkelspel. Het dubbelspel continueerde ze nog tot mei 2008, waarna ze haar professionele tennisloopbaan beëindigde.
Cho wist in het enkelspel geen WTA-toernooien te winnen. Wel was ze drie maal verliezend finaliste en won ze vijf titels in het ITF-circuit. Haar beste prestatie in een grandslamtoernooi is het bereiken de derde ronde op de US Open in zowel 2002 als 2005.
Met haar landgenote Jeon Mi-ra won ze in 2004 het toernooi van Seoel in het dubbelspel. Ze was ook eenmaal verliezend WTA-dubbelspelfinaliste. Daarnaast won ze tien dubbelspeltitels in het ITF-circuit.
Van 1997 tot en met 2004 kwam zij zesmaal voor het Zuid-Koreaanse Fed Cup-team uit. Tweemaal vertegenwoordigde zij Zuid-Korea bij de Olympische spelen: in 2000 in het dubbelspel en in 2004 in het enkelspel

## Posities op deWTA-ranglijst enkelspel
Positie per einde seizoen:
| jaartal | rank |  | jaartal | rank |
| ------- | ---- |  | ------- | ---- |
| 2006    | 260  |  | 2000    | 172  |
| 2005    | 72   |  | 1999    | 231  |
| 2004    | 207  |  | 1998    | 201  |
| 2003    | 77   |  | 1997    | 255  |
| 2002    | 84   |  | 1996    | 338  |
| 2001    | 119  |  |         |      |

## Palmares

### WTA-finaleplaatsen enkelspel
| nr. | datum      | toernooi     | ondergrond | tegenstandster          | w/v     | score        |
| --- | ---------- | ------------ | ---------- | ----------------------- | ------- | ------------ |
| 1.  | 2002-11-10 | WTA Pattaya  | hardcourt  | Angelique Widjaja       | verlies | 2-6 4-6      |
| 2.  | 2003-01-05 | WTA Auckland | hardcourt  | Eléni Daniilídou        | verlies | 4-6 6-4 62-7 |
| 3.  | 2006-01-13 | WTA Canberra | hardcourt  | Anabel Medina Garrigues | verlies | 4-6 6-0 4-6  |

### WTA-finaleplaatsen dubbelspel
| nr. | datum      | toernooi     | ondergrond | partner             | tegenstandsters               | w/v     | score       |
| --- | ---------- | ------------ | ---------- | ------------------- | ----------------------------- | ------- | ----------- |
| 1.  | 2003-07-27 | WTA Stanford | hardcourt  | Francesca Schiavone | Cara Black Lisa Raymond       | verlies | 65-7 1-6    |
| 2.  | 2004-10-03 | WTA Seoel    | hardcourt  | Jeon Mi-ra          | Hsieh Su-wei Chuang Chia-jung | winst   | 6-3 1-6 7-5 |

## Resultaten grandslamtoernooien
| Legenda | Legenda                          |
| ------- | -------------------------------- |
| g.t.    | geen toernooi gehouden           |
| l.c.    | lagere categorie                 |
| –       | niet deelgenomen                 |
| G       | uitgeschakeld in de groepsfase   |
| 1R      | uitgeschakeld in de eerste ronde |
| 2R      | uitgeschakeld in de tweede ronde |
| 3R      | uitgeschakeld in de derde ronde  |
| 4R      | uitgeschakeld in de vierde ronde |
| KF      | uitgeschakeld in de kwartfinale  |
| HF      | uitgeschakeld in de halve finale |
| F       | de finale verloren               |
| W       | het toernooi gewonnen            |
| w-v     | winst/verlies-balans             |

### Enkelspel
| Toernooi        | 2001 | 2002 | 2003 | 2004 | 2005 | 2006 | 2007 |
| --------------- | ---- | ---- | ---- | ---- | ---- | ---- | ---- |
| Australian Open | –    | 1R   | 2R   | –    | –    | 1R   | –    |
| Roland Garros   | –    | 1R   | 1R   | –    | 1R   | –    | –    |
| Wimbledon       | –    | –    | 2R   | –    | 2R   | –    | –    |
| US Open         | 1R   | 3R   | 1R   | –    | 3R   | –    | 1R   |

### Vrouwendubbelspel
| Toernooi        | 1998 | 1999 | 2000 | 2001 | 2002 | 2003 | 2004 | 2005 | 2006 |
| --------------- | ---- | ---- | ---- | ---- | ---- | ---- | ---- | ---- | ---- |
| Australian Open | –    | 1R   | –    | –    | –    | –    | –    | –    | 1R   |
| Roland Garros   | –    | –    | –    | –    | –    | –    | –    | 1R   | –    |
| Wimbledon       | 1R   | –    | –    | –    | –    | –    | 1R   | –    | –    |
| US Open         | 1R   | –    | –    | –    | –    | 2R   | –    | –    | –    |